# Vrienden voor het leven
Vrienden voor het leven is een Nederlandse sitcom die van 8 april 1991 tot en met 31 december 1993 door RTL 4 werd uitgezonden. De serie werd geproduceerd door Joop van den Ende TV-Producties, later Endemol. Vrienden voor het leven draait om de gebeurtenissen van het samenwonende stel Eddie Veenstra (Peter Lusse) en Ellen van den Berg (Mary-Lou van Stenis) met hun familie en kennissenkring. De serie was gebaseerd op de Britse tv-serie The Two of Us van Alex Shearer.
Na het stopzetten van de serie is deze nog veelvuldig herhaald, waaronder bij Fox 8 in 2000 en SBS6 van september 2001 tot en met januari 2003.

## Rolbezetting
| Personage                     | Acteur/actrice      |
| ----------------------------- | ------------------- |
| Eddie Veenstra                | Peter Lusse         |
| Ellen Veenstra-van den Berg   | Mary-Lou van Stenis |
| Grootvader Lou de Bie ('Oop') | Edmond Classen      |
| Mevrouw Veenstra              | Maria Stiegelis     |
| Meneer Veenstra               | Gaston van Erven    |
| Paul de Geeuw                 | Sander de Heer      |
| Karin de Geeuw                | Metta Gramberg      |
| Jurriaan van den Berg         | Jules Croiset       |
| Emily van den Berg            | Marlies van Alcmaer |
| Dhr. Van Steunzolen           | Kees van Lier       |
| Barbara ('Babs')              | Cynthia Abma        |

## Afleveringen
Van de serie zijn 5 seizoenen verschenen. In totaal werden er 65 afleveringen gemaakt.

## Personages
- Eddie Veenstra is een sullige, nuchtere Nederlandse jongeman, die samenwoont met Ellen van den Berg. Hij werkt in de automatisering, speelt in zijn vrije tijd graag een potje voetbal en is een groot liefhebber van BZN. Eddie staat, vooral bij Ellen, bekend om zijn onnozele acties en experimenten. Eddie heeft vaak heel grote plannen, maar weet ze zelden zonder problemen uit te voeren; er gaat altijd wel iets mis.
- Ellen Veenstra-van den Berg is tevens een nuchter persoon. In tegenstelling tot Eddie, met wie ze samenwoont, heeft Ellen wel een realistische kijk op de wereld en probeert hem hier dan ook vaak van te overtuigen. Ellen komt uit een rijk gezin, maar gedraagt zich hier zeker niet naar. Ze is erg met de natuur en het milieu bezig en steunt ook graag vele goede doelen.
- Grootvader De Bie (Oop of Loe) door Eddie en Ellen vaak Oop wordt genoemd, is de vader van Eddies moeder. In tegenstelling tot zijn dochter is Oop erg bij de tijd. Hij is niet vies van een feestje, doet veel aan (wilde) sporten, heeft extreme hobby's en heeft geregeld dames over de vloer. Verder is Oop altijd de eerste persoon waar Eddie naartoe gaat als hij advies nodig heeft, Oop heeft namelijk overal een antwoord op. In aflevering 12 (Vlinders) van seizoen 1 versiert hij Joyce, met wie hij in de volgende afleveringen een duurzame relatie opbouwt en in de laatste aflevering van seizoen 2 wil trouwen.
- Mevrouw (Bettie) Veenstra is de moeder van Eddie. Mevrouw Veenstra is een echte roddeltante en vertelt geregeld verhalen over de mensen die bij haar in de buurt wonen (vooral over mevrouw Van de Gaarkeuken, bij haar op de hoek en mevrouw Van de Zuurdesem). Ze wil van alles op de hoogte zijn. Qua doen en laten is ze erg ouderwets en ze heeft het continu over vroeger. Daarnaast heeft mevrouw Veenstra moeite met Nederlandse spreekwoorden en gezegden en haalt deze altijd door elkaar.
- Meneer Veenstra is de vader van Eddie. Meneer Veenstra is een rustige man, die dol is op sherry. Hij zegt over het algemeen maar weinig en luistert ook maar half naar wat er tegen hem wordt gezegd. Vooral naar de verhalen van zijn vrouw luistert hij zelden. Meneer Veenstra komt, zeker tegenover zijn vrouw, erg ongeïnteresseerd over, maar hij houdt desondanks zeker wel van een geintje. Maar als er over seks gepraat wordt, is hij opeens wel zeer geïnteresseerd.
- Paul de Geeuw is de collega en tevens de beste vriend van Eddie. Paul is een luidruchtige en oversekste man, wat vooral blijkt als secretaresse Barbara het kantoor van Eddie en Paul binnenstapt. Paul helpt zijn goede vriend Eddie vaak uit de brand door hem een adresje te geven van een broertje, een neef, een kennis of een ander mannetje dat hij kent. Dit gaat vervolgens altijd fout, aangezien de kennissenkring van Paul niet bepaald zuivere koffie is. Maar desondanks trapt Eddie er elke keer weer in.
- Karin de Geeuw is de vrouw van Paul en tevens de beste vriendin van Ellen. Karin is een sterke vrouw, die haar oversekste man uitstekend onder de duim heeft. Ze oogt vaak erg rustig en normaal, maar kan behoorlijk kwaad of agressief worden. Verder komt Karin geregeld bij Ellen over de vloer om als vrouwen onder elkaar eens flink te roddelen over hun mannen.
- Emily van den Berg is de moeder van Ellen. Emily is een dame van stand en dit mag ze graag tonen. Net als haar man gebruikt ze continu Engelse woorden en uitspraken. Verder kijkt ze erg neer op Eddie en zijn ouders en had eigenlijk liever iets beters gezien voor haar dochter.
- Jurriaan van den Berg is de vader van Ellen. Jurriaan is een arts, die zijn beroep met moeite opzij kan leggen. Hij gebruikt net als zijn vrouw veel Engelse woorden en uitspraken. Jurriaan is echter wel een stuk sympathieker dan zijn vrouw en respecteert Ellens keuze. Toch heeft hij er erg veel moeite mee om Eddies naam te onthouden.
- Barbara (Babs) is de sexy secretaresse van Dhr. Van Steunzolen en wordt door Paul de Geeuw meestal Babs of Babsje genoemd. Desondanks is Barbara een erg sterke en pittige vrouw en is niet bang om van zich af te bijten.

## Titelsong
De titelsong van de serie werd gezongen door Danny de Munk en een enigszins aangepaste versie werd een kleine hit in de Nederlandse Top 40.
| Single met eventuele hitnotering(en) in de Nederlandse Top 40 | Datum van verschijnen | Datum van binnenkomst | Hoogste positie | Aantal weken | Opmerkingen |
| ------------------------------------------------------------- | --------------------- | --------------------- | --------------- | ------------ | ----------- |
| Vrienden voor het leven                                       |                       | 2-11-1991             | 18              | 7            |             |

## Prijzen
De serie won in 1991, als eerste programma van een commerciële omroep, de Gouden Televizier-Ring.

## Trivia
- Seizoen 5 heeft een gewijzigde leader, de opmaak is hetzelfde, maar de blauwe kleur is veranderd in paars en vader (Gaston van Erven), moeder (Maria Stiegelis) en Paul de Geeuw (Sander de Heer) zijn toegevoegd aan het filmpje.
- Veel bijrolacteurs (bijvoorbeeld Pim Vosmaer) spelen in de serie verschillende personages.
- Eddie en Ellen hebben aanvankelijk geen kinderen in de serie; in seizoen 4 wordt er een kind geboren (Marco) en eind seizoen 5 is Ellen opnieuw zwanger.
- Er is een boek over de serie verschenen met de avonturen uit de eerste twee seizoenen.
- De aflevering Latente talenten ontbreekt bij de uitgave op dvd.
- De aflevering Moeder de deur uit ontbreekt in het originele uitzendschema. Deze werd pas 3 januari 1994 uitgezonden.
- Op 25 januari 1994 maakte Peter Lusse bekend dat er definitief geen zesde seizoen kwam.[4]
- Op 15 juni 1994 waren Peter Lusse en Mary Lou van Steenis te zien in het programma Het beste van 4 waarin zij samen met Viola Holt terugblikten op het succes van de serie.[5]
- In februari 2003 sprak Peter Lusse zijn ongenoegen uit over de vele herhalingen bij SBS6, terwijl zijn nieuwe komedieserie Schiet mij maar lek liep op RTL4.[6] Opvallend is dat de serie daarna niet meer werd herhaald op de zender.